# Husmor

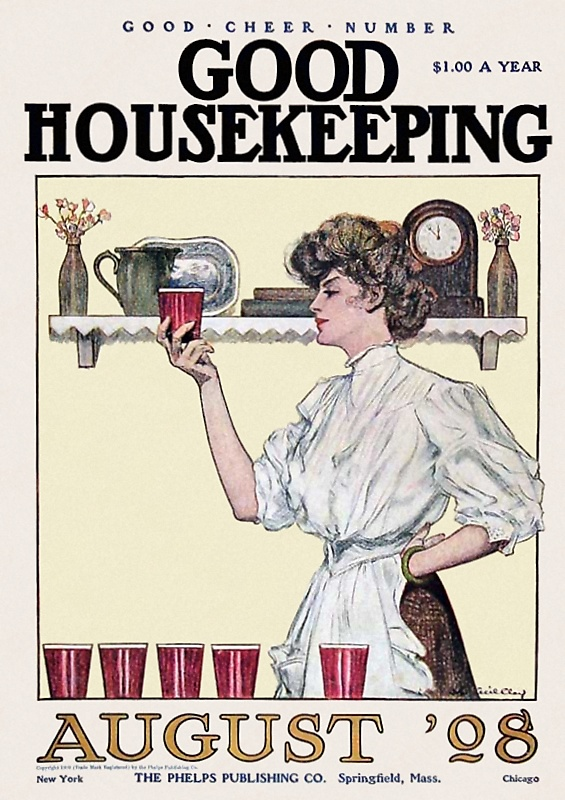
Tidskriften Good Housekeeping 1908.

En husmor eller husmoder syftar på en kvinna som ansvarar för skötseln av hemmet eller en anställd som ansvarar för en institutions hushållning. Det används ofta om en kvinna som leder verksamheten i ett storkök.
I ett storkök kan en husmor assisteras av exempelvis köksbiträden, skolmåltidsbiträden och lokalvårdare. En husmor ansvarar för arbetsledning och administration, men deltar ofta även praktiskt med matlagning och viss lokalvård. En husmor brukar därför ha särskilda arbetskläder, som bland annat inkluderar ett praktiskt förkläde.
I Charles Emil Hagdahls bok Kokkonsten från 1879 beskrivs hur husmodern bör hantera tjänstefolk och lämpliga kvaliteter för en god husmor.